# Kerrin Sheldon
Kerrin Sheldon é um cineasta estadunidense. Foi indicado ao Oscar de melhor documentário de curta-metragem na edição de 2018 pelo trabalho na obra Heroin(e), ao lado da esposa Elaine McMillion Sheldon.

## Filmografia
- Heroin(e) (2017)

## Prêmios e indicações
- Venceu: Prêmio Peabody
- Indicado: Oscar de melhor documentário de curta-metragem